# Карабутове
Карабу́тове (вимоваⓘ; у часи Гетьманщини — Корибутів) — село в Україні, у Попівській сільській громаді Конотопського району Сумської області. Населення станом на 2001 рік становило 505 осіб. Розташоване на правому березі річки Ромен при впадінні в неї річки Торговиці за 28 км від райцентру. Перша згадка про село датується 1572 роком.

## Географія
Село Карабутове знаходиться на правому березі річки Ромен, вище за течією на відстані 1 км розташоване село Курилівка, нижче за течією на відстані 6 км розташоване село Шевченкове. Село оточене великою кількістю іригаційних каналів. Через село проходить автомобільна дорога Р60.
За 3 кілометри від села розташоване Карабутівське водосховище.

## Вулиці
- Шевченка вул.

- Богдана Хмельницького вул.

- Садова вул.

- Свідерського вул.

- Берегова вул.

- Ключини вул.

## Етимологія назви села
Професор Київського державного університету К. Тищенко тлумачить походження назви села або від імені князя Корибута, або із литовської мови:
| Назва с. Карабутове сприймається тепер, як татарсько-литовська: кара “чорний” + бут з лит. bùtas “оселя”. Не виключено, що ця зрозуміліша свого часу назва може насправді походити від незасвідченого *Корибутове – утвореного з литовського імені власного Корибут: за часів Вітовта князь з таким ім’ям володарював у Новгороді-Сіверському в 1388-1392 рр., – або від литовських слів kéroti “розростатися” + bùtas “оселя” |

## Історія

### Польські часи
Місце, де зараз розташоване село, знаходилося недалеко від кордону Речі Посполитої та Московії, і було в значній мірі природним укріпленням: його оточували з трьох боків болотисті річки Торговиця і Сухий Ромен. Тим воно і сподобалося польській владі та українським переселенцям. Приблизно 1572 побудоване укріплення і назване Корибутівським.
Відомо, що Корибути — друге прізвище шляхетного князівського роду Вишневецьких, який дав світові першого з достовірно відомих козацьких гетьманів Дмитра Вишневецького (відомого під прізвиськом Байди — героя української народної думи), коронного гетьмана Польщі, одного з найбільших землевласників у Лівобережній Україні, Волині та Поліссі Міхала (Михайла) Вишневецького та інших визначних діячів того часу.

### Гетьманщина
Під час Визвольної війни українського народу під проводом Богдана Хмельницького польська влада у містечку ліквідована. 1649 воно стало центром сотні Прилуцького полку. Козаки Карабутівської сотні брали активну участь у Визвольній війні. Карабутове було першим українським містечком на шляху посольства Московії на чолі з Василем Бутурліним, що прямувало на Переяславську раду. 22 грудня 1653 року посольство прибуло до Карабутова. За 10 км від містечка його зустрічала сотня козаків на конях із знаменами. На другий день посольство виїхало з Карабутова за маршрутом Красний Колядин-Іваниця-Прилуки на Переяслав, де через два тижні відбулася та сама Переяславська рада — подія, яка істотно вплинула на історію Східної Європи. Про московське посольство, яке прямувало через село, нагадує пам'ятний знак, встановлений у селі 1980 — так же замуроване послання прийдешнім поколінням у стилі радянської пропаганди.
У 70-х роках XVII століття, у зв'язку із зменшенням населення, Карабутівська сотня приєднана до Красноколядинської, у складі якої містечко залишалося до 1751. Карабутове все більше занепадало і з містечка перетворилося на невелике село, особливо після поразки України у війні з Московією 1708—1711. З 1722 Карабутове як частина колишньої Батуринської гетьманської волості анексовано на користь Малоросійської колегії, а 1727 перейшло до так званої казни (матеріальний резерв Московії, сформований із конфіскованих земель), якій належало понад 20 років.
Із 1764 року село стало приватним володінням Гетьмана України Кирила Розумовського, а сотенний центр перенесено до села Голінка Прилуцького полку, яка користувалася особливою підтримкою Гетьмана. Потрапивши під нову владу, карабутівські козаки прагнули позбутися її, неодноразово подавали про це прохання, але до анексії Гетьманщини Російською імперією стан справ не змінився.

### У складі Російської імперії
За описом 1853 року, у селі було 240 дворів, проживало 1282 чоловіка, а землі в їх користуванні було 1887 десятин (менш ніж 1,5 десятини на душу). Напередодні селянської реформи 1861 року Карабутове передали до казни, а його жителі перейшли на становище державних селян.
Трикласну школу в Карабутовому відкрито 1891. Тільки 1912 почалося спорудження приміщення для земської початкової школи, яка відкрилася у січні 1914 року.
Село активно підтримало відновлення української держави — УНР.

### Російська та німецька окупація
1919 село остаточно окуповане російсько-більшовицькими військами.
У березні 1923 року в складі Конотопського округу створено Карабутівський район, який існував до 1926 року. Село постраждало внаслідок геноциду українського народу 1932—1933, проведеного урядом СССР та особисто Й. Сталіним.
| 2 серпня 1932р. конотопська газета «Комуна» повідомляла про крадіжку з поля колгоспницею артілі імені Сталіна на хуторі Лобківка, Конотопського району, кошика жита. Зрозуміло її розстріляли ...Плани все збільшувались. Тому в серпні 1932 року члени колгоспу «Хвиля революції» с. Шаповалівка вирішили не виконувати планів хлібозаготівлі, так само поступали селяни з села Карабутове. На села відправили – комсомольців і піонерів 16 серпня 1932 р... |
Восени 1941 село звільнено від сталіністів. Проте у вересні 1943 вони знову повернулися до села, яке десять років тому мучили голодом. Здійснено примусову мобілізацію молоді, основна частина якої доведена до смерті під час сталінських атак на німецькі укріплення за Дніпром.
У 1960-1970-ті роки у селі виходила місцева газета «Колгоспні вісті».

### Звільнення України від СССР
1991 населення села підтримало Акт відновлення державної самостійності України. Проте внаслідок російської окупації була значно підірвана демографічна база села, його соціальна структура.
На території сільської ради здійснюють діяльність: Карабутівська сільська рада, сільськогосподарське підприємство СТОВ «Батьківщина», фельдшерсько-акушерський пункт, сільський клуб та бібліотека, приватні крамниці та поштове відділення.

## Населення

### Мова
Розподіл населення за рідною мовою за даними :
| Мова       | Кількість | Відсоток |
| ---------- | --------- | -------- |
| українська | 504       | 99.8%    |
| російська  | 1         | 0.2%     |
| Усього     | 505       | 100%     |

## Пам'ятки
- Карабутівський заказник — загальнозоологічний заказник місцевого значення в Україні.

## Відомі люди
- 3 1956 по 1964 роки у Карабутівській школі працював учителем української мови та літератури відомий поет-байкар Павло Ключина, іменем якого названа загальноосвітня школа.
- Коляка Раїса Іванівна (1958—2009) — майстриня художнього ткацтва, членкиня Національної Спілки майстрів народного мистецтва України.
- Летик Максим Григорович (1989—2023) — солдат Збройних сил України, учасник російсько-української війни, нагороджений орденом За мужність III ступеня.
- Свідерський Олександр Григорович (1908—1944) — учасник німецько-радянської війни, майор, Герой Радянського Союзу.